# British Columbia Highway 11
Der Highway 11 ist die Verlängerung der Washington State Route 9. Der Highway beginnt an der Grenze zwischen den Vereinigten Staaten und Kanada. Die Grenzorte sind Sumas im US-Bundesstaat Washington und Huntingdon in der kanadischen Provinz British Columbia. Der Highway hat eine Länge von siebzehn Kilometern und endet am Highway 7 in Mission.
Der Highway ist dabei zwischen der Staatsgrenze und Abbotsford, als sogenannte Core Route, Bestandteil des kanadischen National Highway System.

## Verlauf
Der Highway beginnt an der Grenzstation in Huntingdon. Nach Süden verläuft die Washington State Route 9 Richtung Seattle. Der Highway bildet zuerst die Hauptstraße durch Huntingdon, er verläuft nach Norden. Er streift dann ein Gewerbegebiet von Abbotsford. Südlich des Gewerbegebiets ist der Highway zweispurig, nördlich davon bis zu seinem Ende vierspurig. Circa 3 km nach Beginn des Highways erfolgt die Kreuzung mit Highway 1. Highway 11 verläuft weiterhin weitgehend Richtung Norden. Der Highway streift die Kommune Matsqui um dann mit der Mission Bridge des Fraser River zu queren. Circa 1 km nach der Brücke mündet der Highway dann in Mission in den Highway 7.